# Port lotniczy Lawton-Fort Sill
Port lotniczy Lawton-Fort Sill (IATA: LAW, ICAO: KLAW) – port lotniczy położony w Lawton, w stanie Oklahoma, w Stanach Zjednoczonych.